# بابلی فورموزی
بابلی فورموزی (نام علمی: Babylonia formosae) نام یک گونه از سرده بابلی‌ها است.
فورموز نام قدیم تایوان است.